# Libor Ustrnul
Libor Ustrnul (* 20. února 1982 v Šternberku, Československo) je bývalý český hokejový obránce.

## Reprezentace
Dvakrát hrál na mistrovství světa juniorů – 2001 v Rusku (zlato) a 2002 v Česku (7. místo).
| Rok  | Tým      | Událost |   | Z | G | A | B  | TM |
| ---- | -------- | ------- | - | - | - | - | -- | -- |
| 2001 | Česko 20 | MS 20   | 7 | 0 | 3 | 3 | 10 |    |
| 2002 | Česko 20 | MS 20   | 5 | 0 | 1 | 1 | 18 |    |

## Kariéra
V roce 1998 opustil mateřský HC Olomouc a strávil rok v americké juniorské USHL, kde hájil barvy Thunder Bay Flyers. V letech 1999–2002 hrál kanadskou juniorskou ligu OHL za Plymouth Whalers. V závěru ročníku 2001/02 nastoupil v AHL za Chicago Wolves (přestože nastoupil v ročníku pouze v jednom utkání základní části a jednom zápase play off, jeho jméno je zapsáno na Calderově pohárů, trofeje pro vítěze AHL, kterou Wolves v roce 2002 získali), záložní celek klubu NHL Atlanta Thrashers, který Ustrnula v roce 2000 draftoval již ve druhém kole. Dres Wolves oblékal až do roku 2005. Ve své poslední sezoně v organizaci Thrashers 2004/05 hrál i za druhý záložní celek Gwinnett Gladiators v ECHL.
V létě 2005 se rozhodl pro návrat do Evropy, konkrétně začal hrát v extraligu v Karlových Varech. V české nejvyšší soutěži patřil mezi nejtvrdší hráče. V lednu 2008 zamířil do klubu finské ligy IFK Helsinky, kde dohrál ročník 2007/08. Po něm se vrátil do zámoří. V sezoně 2009/10 hrál nižší CHL za Rapid City Rush. Dnes žije v USA a hokej již nehraje.

### Statistika
| Sezona  | Klub                | Soutěž | Základní část | Základní část | Základní část | Základní část | Základní část | Play off | Play off | Play off | Play off | Play off |
| Sezona  | Klub                | Soutěž | Z             | G             | A             | B             | TM            | Z        | G        | A        | B        | TM       |
| ------- | ------------------- | ------ | ------------- | ------------- | ------------- | ------------- | ------------- | -------- | -------- | -------- | -------- | -------- |
| 1998/99 | Thunder Bay Flyers  | USHL   | 52            | 2             | 5             | 7             | 65            | 18       | 1        | 4        | 5        | 95       |
| 1999/00 | Plymouth Whalers    | OHL    | 68            | 0             | 15            | 15            | 208           | 23       | 0        | 3        | 3        | 29       |
| 2000/01 | Plymouth Whalers    | OHL    | 35            | 3             | 13            | 16            | 66            | 19       | 1        | 4        | 5        | 19       |
| 2001/02 | Plymouth Whalers    | OHL    | 43            | 1             | 8             | 9             | 84            | 2        | 0        | 0        | 0        | 6        |
|         | Chicago Wolves      | AHL    | 1             | 0             | 0             | 0             | 0             | 1        | 0        | 0        | 0        | 5        |
| 2002/03 | Chicago Wolves      | AHL    | 40            | 1             | 1             | 2             | 94            | 6        | 0        | 0        | 0        | 0        |
| 2003/04 | Chicago Wolves      | AHL    | 46            | 1             | 1             | 2             | 68            | 4        | 0        | 1        | 1        | 13       |
| 2004/05 | Chicago Wolves      | AHL    | 27            | 0             | 2             | 2             | 35            | —        | —        | —        | —        | —        |
|         | Gwinnett Gladiators | ECHL   | 17            | 1             | 5             | 6             | 34            | 2        | 0        | 0        | 0        | 0        |
| 2005/06 | Karlovy Vary        | CZE    | 31            | 0             | 0             | 0             | 98            | —        | —        | —        | —        | —        |
| 2006/07 | Karlovy Vary        | CZE    | 31            | 0             | 2             | 2             | 87            | 3        | 0        | 0        | 0        | 12       |
| 2007/08 | Karlovy Vary        | CZE    | 29            | 0             | 0             | 0             | 22            | —        | —        | —        | —        | —        |
| 2007/08 | IFK Helsinky        | FIN    | 8             | 0             | 2             | 2             | 31            | —        | —        | —        | —        | —        |
| 2008/09 | nehrál              |        | —             | —             | —             | —             | —             | —        | —        | —        | —        | —        |
| 2009/10 | Rapid City Rush     | CHL    | 21            | 0             | 2             | 2             | 49            | —        | —        | —        | —        | —        |